# Richard Hubert Bruck
Richard Hubert Bruck (né le 26 décembre 1914 et mort le 18 décembre 1991 à Madison) est un mathématicien américain spécialiste en combinatoire, algèbre et géométrie projective.

## Carrière
Richard Bruck, à l’école à Pembroke, en Ontario, était intéressé par la poésie, mais il choisit les mathématiques. Il fait des études supérieures à Toronto, où il obtient un Ph. D. en 1940 sous la direction de Richard Dagobert Brauer, avec une thèse intitulée « The General Linear Group in a Field of Characteristic p ». Il rejoint en 1942 professeur à l'Université du Wisconsin à Madison ; il est Distinguished Research Professor de 1967 jusqu’à sa retraite en 1985. Richard Bruck a eu de nombreux élèves, parmi lesquels Michael Aschbacher, George Glauberman ou Sue Whitesides.

## Travaux
En 1949, Bruck démontre avec Herbert Ryser un résultat sur les ordres possibles pour l'existence de plan projectifs finis, théorème qui devient le théorème de Bruck-Ryser-Chowla en 1950 par la généralisation, par Ryser et Sarvadaman Chowla aux plans en blocs. Ce théorème reste le seul résultat général qui restreint les possibilités pour les plans projectifs finis d'ordre {\displaystyle n} : si {\displaystyle n\equiv 1} ou {\displaystyle 2{\bmod {4}}}, il n'existe pas de tel plan, sauf si {\displaystyle n=k^{2}+m^{2}} pour des entiers {\displaystyle k} et {\displaystyle m}.

## Prix et distinctions
En 1946-1947, Bruck est Guggenheim Fellow et en 1963 Fulbright Lecturer à l'Université de Canberra. En 1956, il reçoit le prix Chauvenet pour « Recent Advances in the foundations of Euclidean Plane Geometry », American Mathematical Monthly,‎ 1955 (lire en ligne). En 1962, il est conférencier au Congrès international des mathématiciens à Stockholm (titre de sa conférence « On the completion of finite partial planes »).

## Publications (sélection)
- Richard H. Bruck et H. J. Ryser, « The nonexistence of certain finite projective planes », Canadian Journal of Mathematics, vol. 1,‎ 1949, p. 88–92 (DOI 10.4153/CJM-1949-009-2)
- Richard H. Bruck, « Recent Advances in the Foundations of Euclidean Geometry », The American Mathematical Monthly, Mathematical Association of America, vol. 62, no 7,‎ 1955, p. 2–17 (JSTOR 2308175)
- Richard H. Bruck, « Difference sets in a finite group », Transactions of the American Mathematical Society, vol. 78, no 2,‎ 1955, p. 464–481 (DOI 10.1090/s0002-9947-1955-0069791-3)
- Richard H. Bruck, A Survey of Binary Systems, Springer-Verlag, 1958.  (3e édition en 1971,  (ISBN 978-0-387-03497-3))
- Richard H. Bruck, « Some theorems on Moufang loops », Math. Z., vol. 73, no 1,‎ 1960, p. 59–78 (DOI 10.1007/bf01163269)
- Richard H. Bruck et R. C. Bose, « The construction of translation planes from projective spaces », Journal of Algebra, vol. 1,‎ 1964, p. 85–102 (DOI 10.1016/0021-8693(64)90010-9)